# Божинський-Божко Микола Васильович
Божи́нський-Божко́ Мико́ла Васи́льович (нар. 23 жовтня 1895, с. Калкаїв Хорольський повіт, Полтавська губернія (тепер — села Старий і Новий Калкаїв, Семенівський район, Полтавська область) — пом. 29 січня 1918, станція Крути) — герой Крут, розстріляний більшовиками.
Народився у дворянській сім'ї Василя Трохимовича та Наталії Михайлівни. Від серпня 1907 року до 29 квітня 1915 року проживав в місті Лубни та навчався у Лубенській чоловічій гімназії. По тому вступив на математичне відділення фізико-математичного факультету Університету святого Володимира.
1917 року став товаришем голови Тимчасового виконавчого комітету об'єднаної народно-пролетарської організації лівих соціалістів України.
На початку січня 1918 року влаштувався на роботу помічником діловода у Міністерстві земельних справ УНР.
Під час бою під Крутами 29 січня 1918 року потрапив у полон і був розстріляний більшовиками.
19 березня 1918 року похований на Аскольдовій могилі у Києві.

## Вшанування пам'яті
У місті Лубни провулок Толстого 1 перейменували на вулицю Миколи Божка-Божинського.